# 劳恩
劳恩（德語：Rauen，發音：[ˈʁaʊən] ⓘ）是德国勃兰登堡州奥得-施普雷县的市镇，面积21.59平方千米，2023年12月31日人口为2,048人。